# Stefanie van der Gragt
Stefanie van der Gragt, née le 16 août 1992, est une footballeuse internationale néerlandaise. Elle joue au poste de défenseur au club de l'Inter Milan. et en équipe nationale des Pays-Bas.
Avec sa sélection, elle a notamment participé à la Coupe du monde féminine en 2015. Elle est également appelée par la sélectionneuse Sarina Wiegman afin de disputer la Coupe du monde 2019 en France.

## Carrière de club
Elle a commencé sa carrière dans les équipes de jeunes du club amateur Reiger Boys à Heerhugowaard. Elle a ensuite joué pour l'équipe de jeunes Kolping Boys, un autre club amateur d'Oudorp.
Elle commence sa carrière professionnelle en 2009 en intégrant le club de l'AZ Alkmaar, dont l'équipe joue dans la plus haute ligue nationale professionnelle (l'Eredivisie). Après deux saisons, elle rejoint le VV Alkmaar en 2011 où elle joue pendant quatre ans. En 2015, elle rejoint le FC Twente . Après une saison, elle rejoint ensuite le Bayern Munich, ce qui lui permet de découvrir la Bundesliga (championnat d'Allemagne). En raison de plusieurs blessures, elle a eu malheureusement peu d'occasions de jouer en Allemagne. En 2017, elle retourne aux Pays-Bas et signe à l'Ajax Amsterdman mais n'y reste qu'une saison. En effet, le 4 juillet 2018, elle rejoint le club espagnol du FC Barcelone. Le 12 juin 2020, son retour à l'Ajax Amsterdam est officiellement annoncé .

## Carrière en sélection

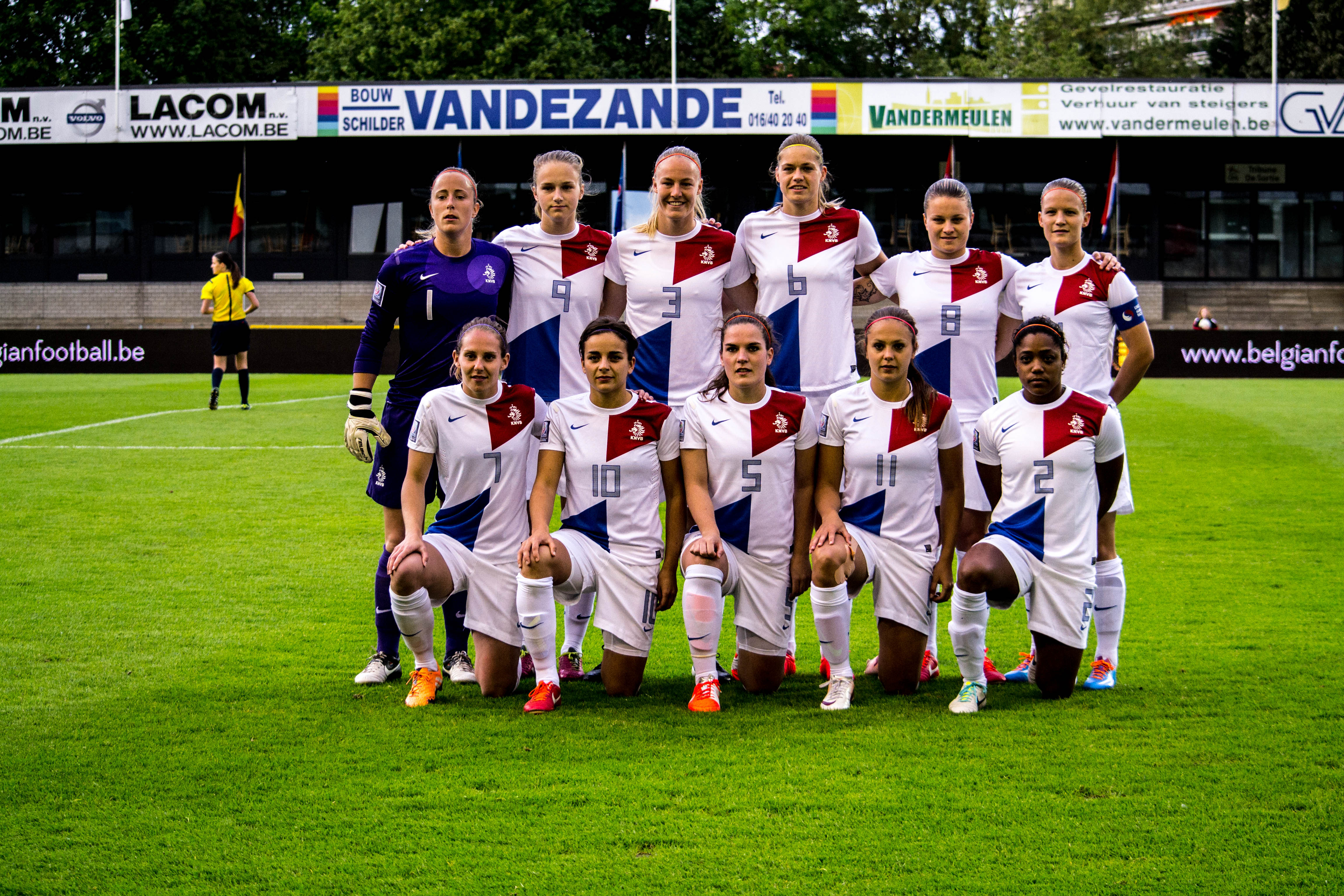
Équipe nationale féminine de football des Pays-Bas, mai 2014.

Elle fait ses débuts au sein de l'équipe nationale féminine des Pays-Bas le 8 mars 2013 lors d'un match contre la Suisse lors de la Coupe de Chypre 2013.
Elle est ensuite appelée en sélection pour disputer la Coupe du monde féminine en 2015. À cette occasion, les Pays-Bas sont cependant éliminés par le Japon en huitième de finale. Deux ans après, elle remporte ensuite l'Euro 2017 avec sa sélection, en ayant disputé tous les matches du tournoi. En 2019, elle est appelée pour faire partie des 23 joueuses néerlandaises qui disputent la Coupe du monde en France.

## Palmarès

### En club

#### AZ Alkmaar
- Eredivisie : 2009–10
- Coupe féminine KNVB : 2010–11

#### FC Twente
- Eredivisie : 2015–16

#### FC Barcelona
- Copa Catalunya : Vainqueur 2018

### International

#### Pays-Bas
- Euro féminin de l'UEFA (1) : 2017
- Coupe de l'Algarve : 2018 [11]

## Source de la traduction
- (en) Cet article est partiellement ou en totalité issu de l’article de Wikipédia en anglais intitulé « Stefanie van der Gragt » (voir la liste des auteurs).